# Carlosturanita
La carlosturanita és un mineral de la classe dels silicats. Rep el nom en honor de Carlo Sturani (1938 - 20 de desembre de 1976), professor de geologia a la Universitat de Torí, a Itàlia.

## Característiques
La carlosturanita és un silicat de fórmula química (Mg,Fe,Ti)21(Si,Al)₁₂O28(OH)34· H₂O. Va ser aprovada com a espècie vàlida per l'Associació Mineralògica Internacional l'any 1984, i la primera publicació data del 1985. Cristal·litza en el sistema monoclínic. La seva duresa a l'escala de Mohs és 2,5.
Segons la classificació de Nickel-Strunz, la carlosturanita pertany a «09.DJ - Inosilicats amb 4 cadenes dobles i triples periòdiques» juntament amb els següents minerals: narsarsukita, laplandita-(Ce), caysichita-(Y), seidita-(Ce) i jonesita.

## Formació i jaciments
Va ser descoberta a la mina Auriol, situada a la localitat de Sampeyre, a la província de Cuneo (Piemont, Itàlia). També ha estat descrita en altres indrets de la província de Cuneo i de la ciutat metropolitana de Torí, així com a la localitat sueca de Månsarp, al comtat de Jönköping. Aquests indrets són els únics de tot el planeta on ha estat descrita aquesta espècie mineral.